# Luogosanto
Luogosanto är en ort och kommun i provinsen Sassari i regionen Sardinien i Italien. Kommunen hade 1 807 invånare (2017).